# Бронці
Бронці (інша назва — Медвежанка) — річка в Україні, у межах Дрогобицького району Львівської області. Права притока Трудниці (басейн Дністра).

## Опис
Довжина річки 21 км, площа басейну 46,4 км². Річка здебільшого має рівнинний характер. У верхів'ї річище слабо звивисте, в середній та нижній течії більш звивисте. Заплава в середній течії місцями заболочена. 

## Розташування
Витоки розташовані на південний захід від села Медвежа. Річка тече переважно на північний схід і (частково) на схід. Впадає до Трудниці в межах села Добрівляни. 
Притоки: невеликі потічки. 
Над річкою розташовані села: Медвежа, Воля Якубова, Добрівляни.